# Ляньцзян
Ляньцзян (кит. спр. 廉江市, піньїнь: Liánjiāng Shì) — місто-повіт в центральнокитайській провінції Гуандун, складова міста Чжаньцзян.

## Географія
Ляньцзян лежить на півночі префектури і виходить до східного узбережжя Тонкінської затоки Південнокитайського моря.

### Клімат
Місто знаходиться у зоні, котра характеризується вологим субтропічним кліматом. Найтепліший місяць — липень із середньою температурою 29.1 °C (84.4 °F). Найхолодніший місяць — січень, із середньою температурою 15.5 °С (59.9 °F).
| Клімат Ляньцзяна        | Клімат Ляньцзяна | Клімат Ляньцзяна | Клімат Ляньцзяна | Клімат Ляньцзяна | Клімат Ляньцзяна | Клімат Ляньцзяна | Клімат Ляньцзяна | Клімат Ляньцзяна | Клімат Ляньцзяна | Клімат Ляньцзяна | Клімат Ляньцзяна | Клімат Ляньцзяна | Клімат Ляньцзяна |
| Показник                | Січ.             | Лют.             | Бер.             | Квіт.            | Трав.            | Черв.            | Лип.             | Серп.            | Вер.             | Жовт.            | Лист.            | Груд.            | Рік              |
| Середній максимум, °C   | 18,7             | 18,7             | 22               | 26,2             | 30               | 31,2             | 32,1             | 31,6             | 30,7             | 28,4             | 24,6             | 20,8             | 26,3             |
| Середня температура, °C | 15,5             | 15,9             | 19,3             | 23,4             | 27,2             | 28,3             | 29,1             | 28,6             | 27,6             | 25               | 21               | 17,2             | 23,2             |
| Середній мінімум, °C    | 11,3             | 12,6             | 15,9             | 20,1             | 23,5             | 24,9             | 25,3             | 24,8             | 23,7             | 21               | 16,6             | 12,7             | 19,4             |
| Норма опадів, мм        | 32.1             | 49               | 62.1             | 149.1            | 199.5            | 256              | 213.5            | 299.6            | 230.9            | 94.2             | 40.8             | 20.7             | 1647.5           |
| Днів з опадами          | 11,3             | 12,4             | 13,5             | 14,7             | 16,7             | 17,9             | 16,3             | 17,8             | 14,7             | 11,5             | 9,7              | 10               | 166,5            |
| Вологість повітря, %    | 78.1             | 84.8             | 87.1             | 86.7             | 83.4             | 83.2             | 80.9             | 83.1             | 80.2             | 77.2             | 74.9             | 74.6             | 81.2             |
| ----------------------- | ---------------- | ---------------- | ---------------- | ---------------- | ---------------- | ---------------- | ---------------- | ---------------- | ---------------- | ---------------- | ---------------- | ---------------- | ---------------- |
| Джерело: Weatherbase    |                  |                  |                  |                  |                  |                  |                  |                  |                  |                  |                  |                  |                  |